# Pórosz (Attika)
Pórosz (Πόρος) egy görögországi város a Szaroniszi-öböl déli részén található, azonos nevű szigeten. 58 kilométer (31 tengeri mérföld) távolságra található Pireusztól, és mindössze egy 200 méter széles tengeri csatorna választja el a Peloponnészosz-félszigeten, vele átellenben fekvő Galatasz településtől. A szigeten a városon kívül egyetlen másik település, Ájosz Nektáriosz található, melynek népessége valamivel több mint 100 fő. A Szaroniszi-öböl más kikötővárosaihoz hasonlóan Pórosz is az Athénba érkező turisták igen népszerű kirándulási célpontja.

## Földrajza
Pórosz tulajdonképpen két szigetből áll: a vulkanikus eredetű Szféria (Σφαιρία, régies átírással Sphaeria) a déli sziget, ahol Pórosz város központja található, míg Kalávria (Καλαυρία, régies átírással Kalaureia) az északi, és nagyobb kiterjedésű rész neve, amelyre szintén kiterjed a város egy része. A két szigetet híd köti össze egy keskeny tengerszoros fölött. Közigazgatásilag Pórosz városához tartozik a szárazföldön található, 213 lakosú Kianí Aktí (Kyaní Aktí) is, amely a Peloponnészosz-félsziget legkeletibb csücskén terül el, Pórosz és Ídra (Hydra) szigetek közt, Trizina és Ermionida települések közelében. A városhoz tartozó teljes közigazgatási terület ily módon 49.582 km², a teljes lélekszám pedig 3,993 fő.
Pórosz gazdag növényvilággal rendelkezik, ezen belül a város fölötti hegyoldalakon nagy kiterjedésű píneaerdők találhatók. Úgy a város, mint az egész sziget is jó úthálózattal és megfelelő turisztikai infrastruktúrával rendelkezik, ami népszerűvé teszi rövid időtartamú üdülések céljára. Bár repülőtere nincs, könnyen elérhető Athén irányából komppal vagy szárnyashajóval, illetve Galataszról a meglehetősen sűrűn közlekedő kishajójárattal. Ugyancsak könnyen elérhetők innen vízi úton a közeli szigetek, mint Éjina (Aigina), Ídra (Hydra) és Szpécesz (Spetses), vagy az olyan, környékbeli kisvárosok, mint Porto Heli vagy Ermioni.

## Története

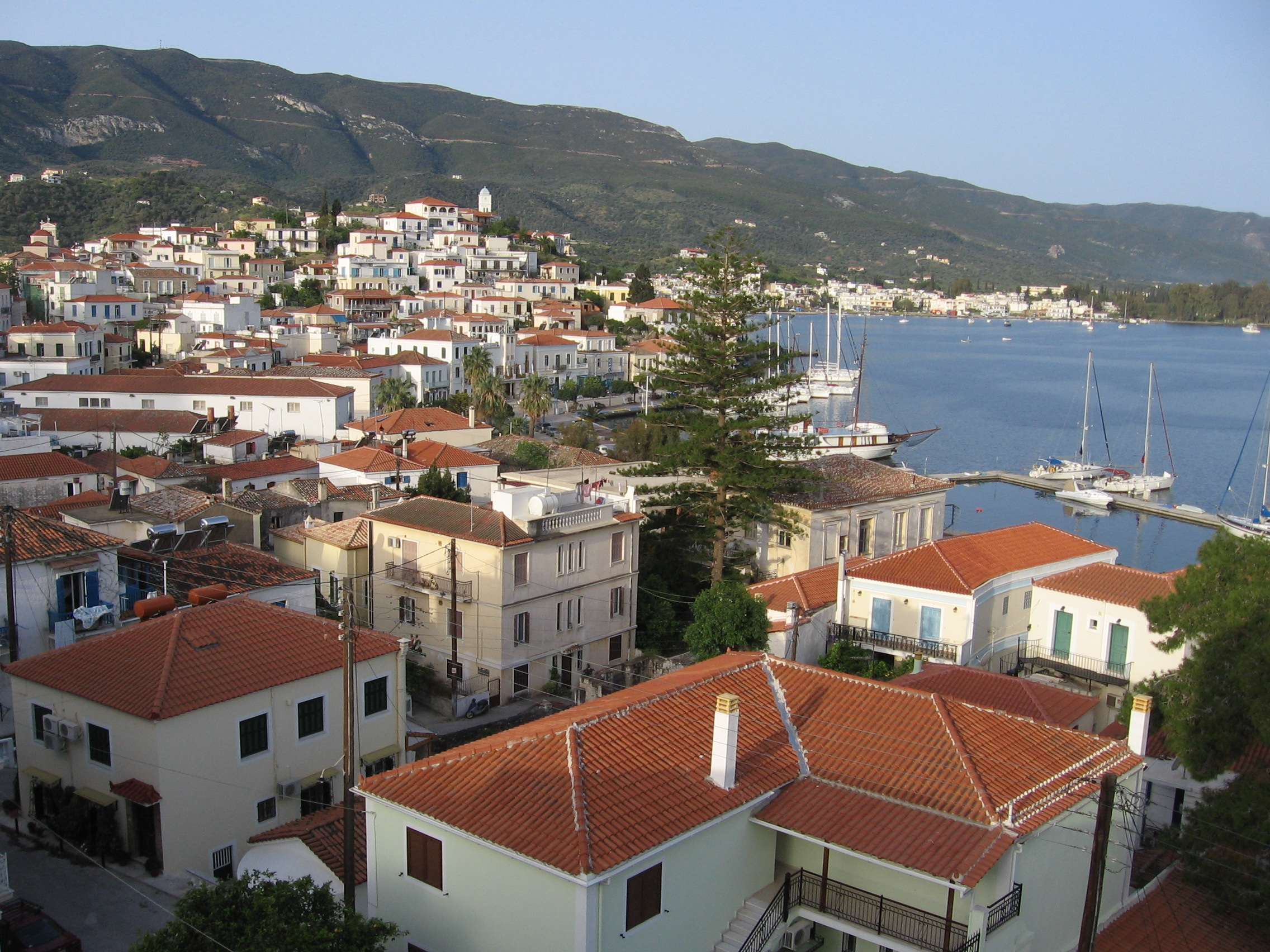
Pórosz város látképe

A legújabb kutatások azt mutatják, hogy Pórosz már a bronzkorban is lakott hely volt, a szigeten talált, legkorábbi, emberi kéz munkájára utaló nyomok korát legalább 3000 évesre becsülik.
A mai Kalávria szigetén található ókori település, Kalaureia Poszeidón istennek szentelt menedékhely volt, ennek romjai ma is megtekinthetők és látogathatók egy hegytetőn, nem messze a várostól.
A bizánci korban Póroszt a környező szigetek településeihez hasonlóan gyakran támadták meg kalózok. Az oszmán uralom idején Pórosz független maradt, és segítette a szomszédos szigeteket a görög szabadságharc kirobbanása után.
Az Oszmán Birodalommal való egyik békekötése eredményeként Oroszország szabadon használhatta az oszmán fennhatóságú tengereket, kereskedelmi és haditengerészeti hajózásra egyaránt. Ahogy az orosz haditengerészeti aktivitás nőtt, úgy született meg az igény egy tengeri ellátóbázis kialakítása iránt, amihez Pórosz városa szélén szereztek megfelelő területet; itt több nagy méretű raktár és egy péküzem is létesült. A görög függetlenség kivívása után Kapodísztriasz kormányzó visszaigényelte a területet az oroszoktól, akiknek cserébe egy másik, közeli öblöt ajánlott fel. Az új terület a korábbinál nagyobb volt, így az orosz egységek előszeretettel használták végig a 19. században; ez idő alatt nemcsak az itt tartózkodó oroszok száma nőtt, de még egy orosz iskola is létesült Póroszon. A 20. század elején fokozatosan felhagyták a bázist, amit a cár végül átadott a görög haditengerészetnek, az viszont nem vette használatba, így az elhagyott épületek állapota leromlott. A díszesen faragott kövekből készült épületek még meglévő romjait 1989-ben védett építészeti emléknek minősítették.

## Látnivalók

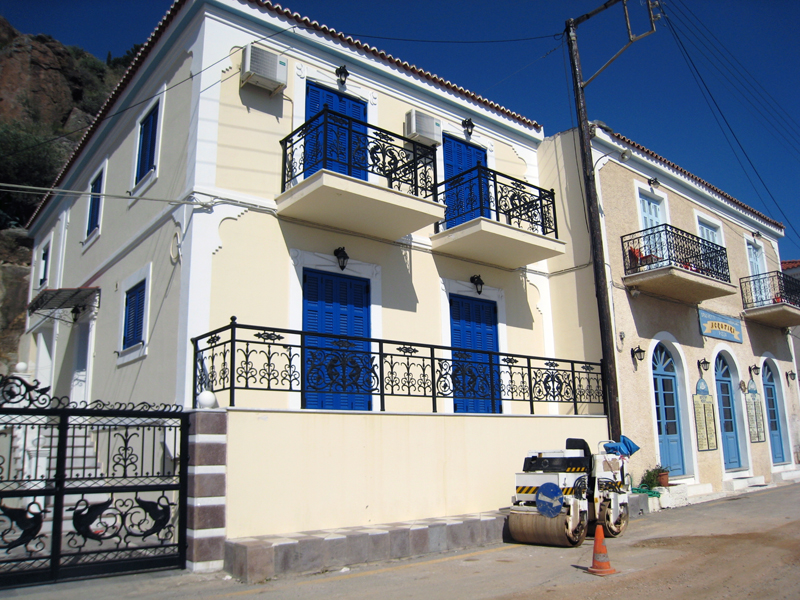
Jellegzetes városkép

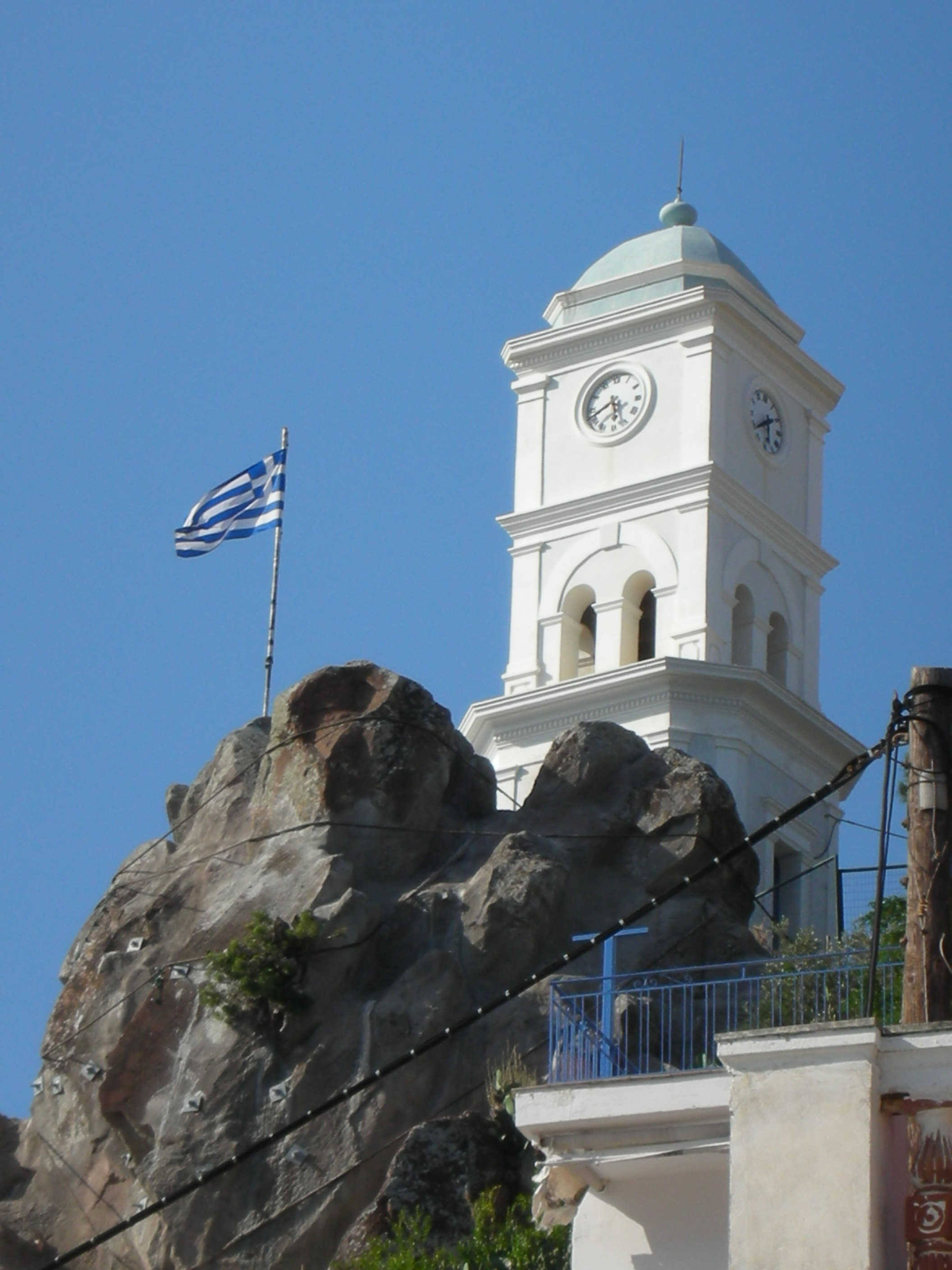
Az óratorony

- Pórosz óvárosa, a neoklasszicista stílusú épületeivel amfiteátrum-szerűen épült ki egy hegyoldalban. Legismertebb látnivalója az 1927-ben épült óratorony.

- A Póroszi Régészeti Múzeumban (Korizisz tér) a kalávriai Poszeidón-szentély területén, illetve az ókori Troizénben feltárt, valamint más közeli régészeti lelőhelyekről (pl. a Methana-félszigetről) előkerült leletek láthatók.

- Kalávria északi részén, egy hegytetőn található a póroszi Poszeidón-szentély, amely az Ókorban a környékbeli törzsek szövetségének központja volt. Építésének pontos ideje nem ismert, de a kutatók azt feltételezik, hogy Kr. e. 520 körül épülhetett. A dór stílusban épített templom mérete 27.4×14.4 m; az oszlopcsarnokát a rövid oldalakon 6-6, a hosszú oldalakon 12-12 oszlop alkotja. Démoszthenész, a híres ókori szónok itt vetett véget az életének bürökmérgezés útján, Kr. e. 322-ben, Antipatrosz makedóniai kormányzó elől menekülve.

- Póroszon jött létre a modern Görögország első haditengerészeti bázisa 1827-ben, a görög szabadságharc idején. 1881-ben a bázis túlnyomó részét áttelepítették Szalamiszra, jelenleg a póroszi bázist haditengerészeti kiképzőbázisként hasznosítják.

- A Burci-(Bourtzi-)erődöt 1828 körül építtette Carl Wilhelm von Heideck, egy régi templom helyén.

- A Kagylómúzeumot 2006-ban alapították, állandó kiállítása a görög tengerek kagylófaunáját mutatja be (webpage).

## Nevezetes személyek
- Alexandrosz Koryzisz (1885–1941) görög miniszterelnök – Póroszon múzeum őrzi az emlékét.

## Fordítás
- Ez a szócikk részben vagy egészben  a   Poros című angol Wikipédia-szócikk fordításán alapul.  Az eredeti cikk szerkesztőit annak laptörténete sorolja fel. Ez a jelzés csupán a megfogalmazás eredetét és a szerzői jogokat jelzi, nem szolgál a cikkben szereplő információk forrásmegjelöléseként.

## Külső hivatkozások
- Pórosz hivatalos weboldala
- Kalaureia régészeti feltárások